# Autocommutateur téléphonique privé
 (octobre 2011).
Si vous disposez d'ouvrages ou d'articles de référence ou si vous connaissez des sites web de qualité traitant du thème abordé ici, merci de compléter l'article en donnant les références utiles à sa vérifiabilité et en les liant à la section « Notes et références ».
Pour les articles homonymes, voir PBX.

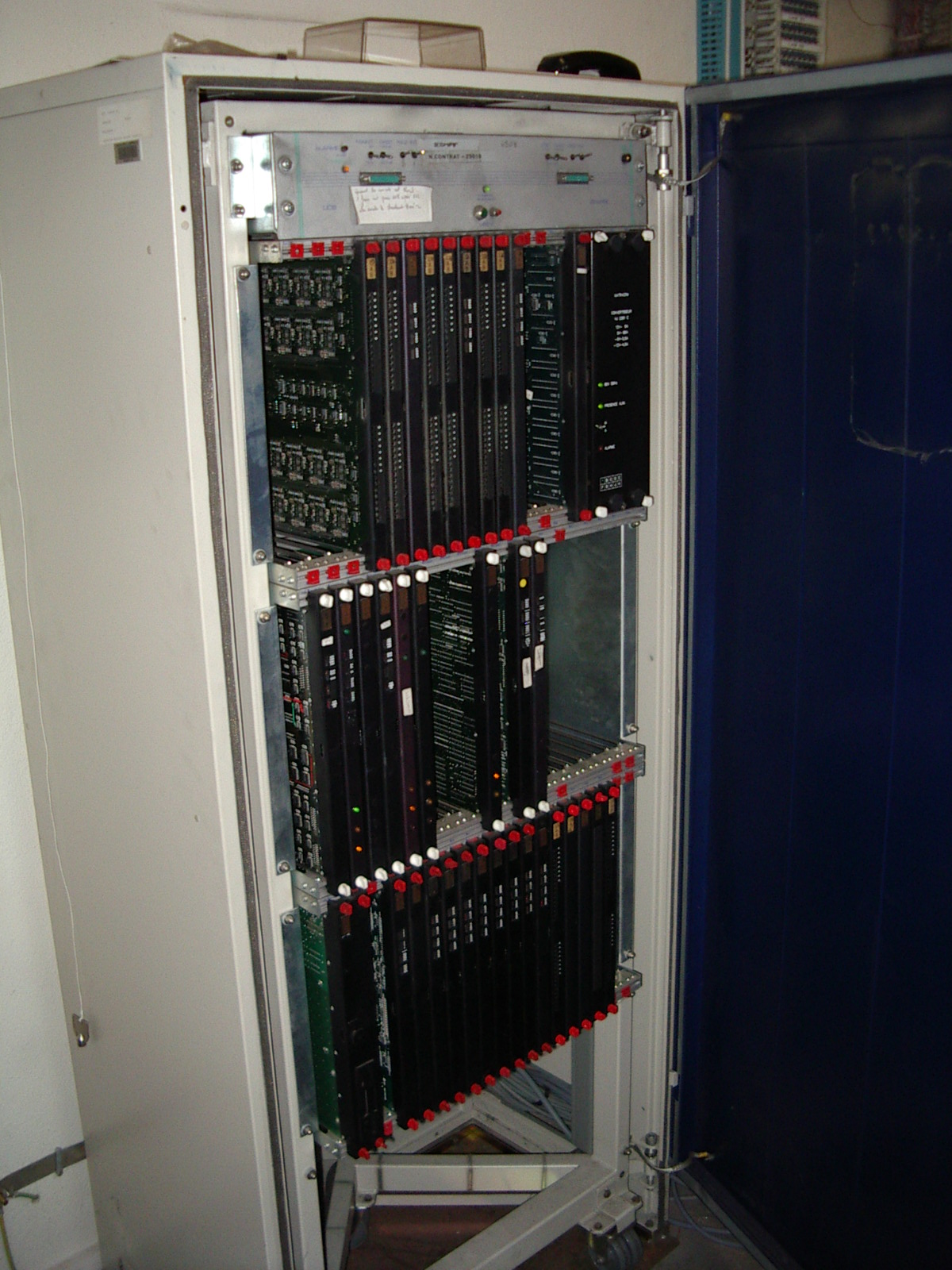
PABX Matra série MC6500.

Un autocommutateur téléphonique privé (ou private automatic branch exchange (PABX) voire private branch exchange (PBX)) est un dispositif permettant de relier les postes téléphoniques (internes) d'un établissement avec le réseau téléphonique public (externe).

## Généralités
Un PABX sert principalement à relier les postes téléphoniques d'un établissement (lignes internes) avec le réseau téléphonique public (lignes externes). Il permet en plus la mise en œuvre d'un certain nombre de fonctions, notamment :
1. relier plus de lignes internes qu'il n'y a de lignes externes ;
2. permettre des appels entre postes internes sans passer par le réseau public ;
3. programmer des droits d'accès au réseau public pour chaque poste interne ;
4. proposer un ensemble de services téléphoniques (conférences, transferts d'appel, renvois, messagerie, appel par nom…) ;
5. gérer les SDA (sélection directe à l'arrivée) ;
6. gérer la ventilation par service de la facture téléphonique globale : gestion de coûts télécoms ;
7. apporter des services de couplage téléphonie-informatique (CTI) tels que la remontée de fiche essentiellement via le protocole CSTA ;
8. gérer les appels d'urgence dans les structures d'accueil hospitalières, maisons de retraite, etc. ;
9. gérer un portier interphone d'immeuble et commander une gâche électrique.

## Évolutions
On le désigne aussi par les termes autocommutateur privé, voire standard téléphonique (terme issu des anciens standards manuels existant avant les commutateurs automatiques, car un standard est dorénavant seulement un équipement relié au PABX). Dans les pays anglo-saxons, on parle aussi de PBX.
Si l'autocommutateur est équipé en conséquence, on peut lui relier des équipements analogiques (téléphones analogiques, modems analogiques, Minitels, fax analogiques…), ou numériques (téléphones numériques, modems Numéris, ou fax de groupe 4 (numériques)…).
On peut aussi lui connecter des bornes DECT pour des postes téléphoniques sans fil. La technologie DECT permet dans une entreprise privée d'assurer une couverture totale par bornes radio et de pouvoir ainsi téléphoner en bénéficiant des facultés de roaming et de hand over. La personne ayant un poste DECT peut donc passer d'une borne à l'autre sans perdre sa communication.
Il apparaît maintenant le support de la voix sur réseau IP (VoIP, pour Voice over IP en anglais). On peut alors utiliser des téléphones VoIP (filaires ou Wi-Fi) ou des PC équipés de logiciels VoIP et de casques-microphones ainsi que des postes SIP.
Un PCBX (ou IPBX) est un PABX bâti sur un PC faisant tourner un logiciel, au lieu d'un équipement électronique indépendant et dédié.
Le terme PBX est plus général et ne fait pas la distinction entre PCBX et PABX. Il est très utilisé en VoIP car les PBX sont virtuels.

## Interopérabilité
Relier des PABX de marques différentes entre eux reste problématique, malgré l'existence de standards moyennement respectés. Pour ce faire, on utilise généralement les protocoles QSIG, DPNSS (essentiellement au Royaume-Uni) ou encore SIP (lorsqu'il s'agit de VoIP uniquement).

## Principaux fabricants
À l'échelle mondiale, par le chiffre d'affaires 2007[source insuffisante] : 
- Panasonic (11 %)
- Avaya (8 %)
- NEC (8 %)
- Siemens AG (8 %)
- Nortel (7 %)
- Cisco Systems (7 %)
- Alcatel-Lucent (6 %)
- Ericsson (3 %)
- Aastra (3 %)
- LG-Nortel (3 %)
- Samsung (2 %)
- Karel Electronics Corporation (2 %)
- Mitel Networks (2 %)
- Inter-tel (1 %)
- Toshiba (1 %)

## PABX / PABX-IP
Différents poids lourds de l'industrie des logiciels ont développé leurs propres solutions de téléphonie sur IP, en y ajoutant un certain nombre d'innovations liées à la possibilité d'intégrer étroitement des services multimédias sur le poste de travail de l'utilisateur. On ne parle désormais plus seulement de « téléphonie sur IP », mais de « communications unifiées ». En effet, ces systèmes prennent non seulement en charge les fonctions de téléphonie d'un PABX classique, mais aussi les appels visio, les services de travail collaboratif (comme la messagerie instantanée, la présence, l'organisation de conférences audio, visio ou par le Web) ou la personnalisation des règles sur la possibilité de joindre son correspondant, avec une très grande flexibilité. Les éditeurs, notamment ceux mentionnés plus haut, ont la ferme intention de s'imposer sur le marché de la téléphonie d'entreprise et d'y redistribuer les cartes, ce qui permet de penser qu'à terme (d'ici quelques années), beaucoup d'entreprises mettront au rebut leurs vieux PABX. Cependant, les vieux PABX, dits aussi PABX TDM, résistent toujours, car il existe beaucoup d'offres sur le marché permettant de passer en douceur au monde de la VoIP via une passerelle RNIS → IP. Ces offres sont appelées « offres de type trunking », car changer un PABX et un parc de téléphone représente un certain coût.
De plus des solutions libres et gratuites ont vu le jour, et constituent une alternative de plus en plus répandue et présente une plus grande souplesse, mais est plus délicate à configurer que les PABX classiques. On parle alors d'IPBX.

## Supervision du réseau téléphonique
La supervision de l'outil téléphonique est primordiale[réf. nécessaire] ; elle revêt plusieurs aspects :
- supervision du fonctionnement du PBX
- supervision du fonctionnement des postes et softphones
- supervision de l'utilisation des ressources téléphoniques

## Logiciels PABX libres
Certains logiciels libres permettent de transformer un simple ordinateur en PABX :
- Asterisk
- Freeswitch
- CallWeaver (anciennement OpenPBX, basé sur Asterisk)
- SipX
- Bayonne
- Wazo (Basé sur Asterisk)
- Xorcom Complete PBX (Basé sur Asterisk)

## Fonctionnalités

### Attente téléphonique
Un message d'attente téléphonique est diffusé aux correspondants lorsque leur appel est soit transféré vers un poste, soit mis en attente. C'est un espace de communication précieux pour diffuser des informations importantes de l'entreprise. Il est fréquent de communiquer les horaires d'ouverture, le site internet, la description de l'activité mais aussi les annonces et événements qui font l'actualité de l'entreprise.

### Musique d'attente personnalisable
Cette fonctionnalité permet de personnaliser la musique d'attente lors d'un appel.

### Pré-décroché
La fonctionnalité pré-décroché permet de diffuser un message d'accueil personnalisé à l'interlocuteur.

### Renvoi d'appel
La fonctionnalité renvoi d'appel permet de renvoyer un poste interne sur un autre poste interne, sur une messagerie vocale, ou sur un numéro extérieur (attention cette fonction peut être bridée), afin que les appels destinés au poste renvoyé parviennent sur le poste destinataire du renvoi.

### Transfert d'appel
Cette fonctionnalité permet de transférer une communication en cours vers un autre poste d'où la communication se poursuivra.

### Conférence
Cette fonctionnalité permet d'établir une communication avec plus de deux postes. Elle est souvent limitée à trois postes.

### Discrimination
Elle permet d'interdire certains numéros pour un poste interne et peut aller d'une limitation aux seuls appels internes jusqu'au droit à tous les appels, en passant par différentes combinaisons.

### Ne pas déranger
La fonctionnalité « ne pas déranger », aussi abrégée par le sigle NPD, ou parfois DND (en anglais « do not disturb »), permet, lorsqu'elle est activée sur un poste, d'empêcher les appels entrants de le faire sonner. L'appelant peut alors être redirigé vers un autre poste (typiquement celui d'un secrétaire ou d'un assistant). L'appel peut aussi être bloqué, auquel cas l'appelant entend une tonalité d'occupation, une tonalité spécifique à cette fonction, ou un message pré-enregistré. Ou encore, l'appel peut être acheminé de manière normale (l'appelant entend la tonalité de retour d'appel), mais la sonnerie est remplacée sur le poste du destinataire par une alerte visuelle (un voyant lumineux).
Sur certains PABX, des codes sont instaurés pour permettre aux supérieurs hiérarchiques de contourner cette fonctionnalité, et faire sonner le poste d'un subordonné même si elle y est activée.
La fonctionnalité tire son nom de l'inscription portée sur les panneaux que les clients d'un hôtel peuvent accrocher à l'extérieur de leur chambre, à la poignée de leur porte, afin d'informer le personnel (par exemple, de ménage) qu'ils ne souhaitent pas être dérangés… Cette fonctionnalité a aussi été étendue aux systèmes de messagerie instantanée.

### Interception d'appel
Cette fonction permet de répondre à un appel à partir d'un poste autre que celui qui sonne.

### Serveur Vocal Interactif
Appelé SVI ou IVR en anglais, cette fonction permet de décrocher un appel et de le rediriger sur différents postes en fonction des touches que l'appelant presse. Cela permet d'avoir un numéro unique permettant de joindre plusieurs services différents sans devoir affecter une personne à cette tâche de routage. Cette fonction nécessite d'utiliser les fréquences vocales DTMF afin que les chiffres soient reconnus.
Il s'agit des systèmes qui demandent de presser la touche 1 pour arriver sur tel service, la touche 2 pour tel autre service etc. On les retrouve souvent dans les services publics et les administrations.

### Le couplage téléphonie et informatique, la gestion des coûts télécoms/facturation
La fonction permet de lier les logiciels métier avec lesquels les entreprises travaillent avec leur système de téléphonie. Ainsi, par exemple, quand un appel d'un client est lancé ou reçu, sa fiche est automatiquement « levée » sur l'écran. L'employé ne perd plus de temps à rechercher les informations nécessaires au bon déroulement de son appel, il peut modifier directement les données de la fiche de son interlocuteur si besoin. Globalement, les professionnels s'accordent à dire que le couplage de la téléphonie et de l'informatique fait gagner jusqu'à 30 secondes sur un appel de 3 minutes. Le couplage de la téléphonie avec l’informatique permet donc au personnel qui traite l’appel d’être plus efficace. De plus, il est possible, surtout pour les métiers de support (hotline, centre d'assistance, etc., dont l'outil de travail principal est justement la téléphonie et le PABX/IPBX), et en particulier avec les logiciels métier qui leur sont propres, d'établir des statistiques, des indicateurs et des tableaux de bord avec les données issues de l'utilisation des PABX/IPBX, par exemple en vue d'établir une politique de facturation : c'est l'aspect de gestion des coûts de télécommunications. Cela se fait avec l'appui de logiciels dédiés, qui vont puiser dans leur liaison avec les matériels (téléphones, ordinateurs, PABX/IPBX) les données (durée, fréquence d'appels, numéros entrants, sortants, etc.) qu'ils mettent en forme et rendent sous une forme configurable par l'utilisateur (chefs de service hotline, dirigeants d'entreprise, etc.). Certains IPBX permettent, de plus, jusqu'à 16 modes de couplage (http, soap, tapi...).